# Tour de Suisse 1995
Die 59. Tour de Suisse fand vom 13. bis 22. Juni 1995 statt. Sie wurde in neun Etappen und einem Prolog über eine Distanz von 1619 Kilometern ausgetragen.
Gesamtsieger wurde Pawel Tonkow. Die Rundfahrt startete in Bellinzona mit einem Prolog über 7,1 Kilometer und endete in Zürich. Insgesamt gingen 150 Fahrer in Bellinzona an den Start. Von ihnen kamen 103 in Zürich ins Ziel.

## Etappen
| Etappe    | Tag      | Start – Ziel            | km         | Etappensieger        | Gesamtwertung |
| --------- | -------- | ----------------------- | ---------- | -------------------- | ------------- |
| Prolog    | 13. Juni | Bellinzona – Bellinzona | 7,1 (EZF)  | Alex Zülle           | Alex Zülle    |
| 1. Etappe | 14. Juni | Bellinzona – Visp       | 201        | Giorgio Furlan       | Alex Zülle    |
| 2. Etappe | 15. Juni | Visp – Genf             | 207,1      | Erik Zabel           | Alex Zülle    |
| 3. Etappe | 16. Juni | Genf – Lenzburg         | 259        | Erik Zabel           | Alex Zülle    |
| 4. Etappe | 17. Juni | Lenzburg – Wil          | 192,7      | Wjatscheslaw Jekimow | Alex Zülle    |
| 5. Etappe | 18. Juni | Appenzell – Schwägalp   | 21,6 (EZF) | Alex Zülle           | Alex Zülle    |
| 6. Etappe | 19. Juni | Appenzell – Zug         | 169,2      | Giovanni Lombardi    | Alex Zülle    |
| 7. Etappe | 20. Juni | Zug – La Punt           | 191,9      | Pawel Tonkow         | Pawel Tonkow  |
| 8. Etappe | 21. Juni | La Punt – Flumserberg   | 174,1      | Marco Pantani        | Pawel Tonkow  |
| 9. Etappe | 22. Juni | Flums – Zürich          | 195,6      | Flavio Vanzella      | Pawel Tonkow  |